# James Macdonell (generale)
James Macdonell (Inverness-shire, 1781 – Londra, 15 maggio 1857) è stato un generale britannico, particolarmente distintosi come ufficiale nel corso della guerre napoleoniche, in particolare durante la battaglia di Waterloo. Il Duca di Wellington disse che era l'uomo più coraggioso dell'esercito britannico. Insignito delle onorificenze di Cavaliere di Gran Croce dell'Ordine del Bagno, Commendatore dell'Ordine reale guelfo, Cavaliere dell'Ordine militare di Maria Teresa (Impero austriaco), Cavaliere di quarta classe dell'Ordine di San Vladimiro (Impero russo).

## Biografia

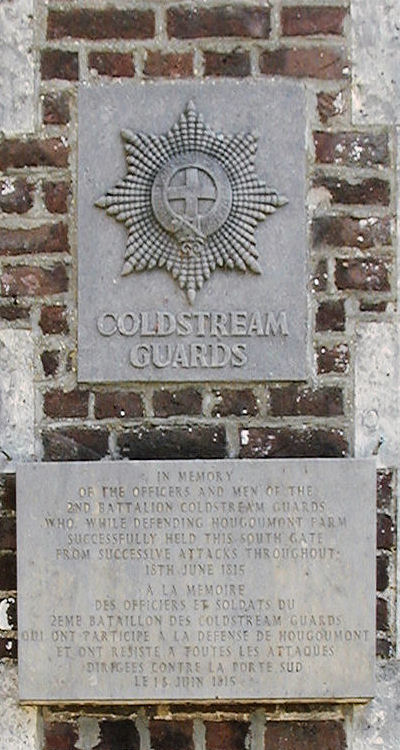
Placca commemorativa delle Coldstream Guards posta nel Castello di Hougoumont.

Nacque a Inverness-shire, Scozia, nel 1781, figlio terzogenito di Duncan Macdonell, 14° capo del Clan MacDonell of Glengarry, uno dei più antichi delle Highlands scozzesi, e di Marjory Grant, figlia di Sir Ludovic Grant. Fu con tutta probabilità educato a Douai, in Francia, dove la nobiltà scozzese mandava i propri figli a studiare in una scuola cattolica. Nel 1793 iniziò la carriera militare nel British Army come alfiere  in una compagnia autonoma. L'anno successivo fu promosso tenente in forza al 78º Reggimento fanteria, e il 1 dicembre 1795 divenne capitano del 17º Reggimento Dragoni leggeri, in cui rimase in servizio per nove anni.
Quando nel 1804 fu costituito il secondo battaglione del 78º Reggimento, vi entrò in servizio con il grado di maggiore, e con esso prestò servizio nel Regno di Sicilia distinguendosi particolarmente durante la battaglia di Maida (1806), dove fu decorato con la Army Gold Medal, e poi nella successiva guerra anglo-turca in Egitto durante la spedizione di Alessandria (1807).
Dopo aver prestato servizio in Portogallo nello Stato maggiore del generale Arthur Wellesley (futuro Duca di Wellington) per due anni, nel 1811 si trasferì in servizio nelle Coldstream Guards, combattendo durante tutte le fasi della guerra peninsulare, venendo promosso tenente colonnello,  e poi nei Paesi Bassi settentrionali nel corso del 1814.
La notte prima della battaglia di Waterloo il generale Wellington lo mandò con le Coldstream Guards a occupare il castello di Hougoumont, una posizione chiave che mantenne, resistendo agli schiaccianti attacchi francesi, durante la prima parte della battaglia. Quando le truppe francesi si stavano facendo strada nel cortile, egli, aiutato dal sergente James Graham, chiuse e tenne le porte con la pura forza fisica. Per questo fatto venne scelto da Wellington per il premio di 1.000 sterline come "uomo più coraggioso dell'esercito britannico", ma lui insistette per condividere la somma con il suo sottufficiale.
Prestò servizio con le Coldstream Guards fino al 1830 quando, dopo la promozione al maggiore generale, fu inviato in Irlanda. Creato knight bachelor nel 1837, rimase al comando del distretto militare di Armagh (Irlanda del Nord) fino al 1838.
Divenuto Cavaliere Commendatore dell'Ordine del Bagno, nell'aprile 1838, fu mandato in Canada per comandare la brigata guardie inviata li insieme a Lord Durham nel maggio dello stesso anno. Dopo un mese dal suo arrivo nel Québec, come ufficiale al comando del locale distretto, il 28 giugno Lord Durham lo nominò nel Consiglio speciale, insieme ad altri ufficiali dell'esercito e della marina, per occuparsi dell'ordinanza che dopo la prima ribellione esiliava Wolfred Nelson, e altri sette leader patriotici, alle Bermuda. Rimase membro del consiglio fino a dopo la partenza di Lord Durham il 2 novembre successivo. Subito dopo il suo arrivo contattò un suo parente, il vescovo Alexander McDonell di Kingston, che si recò a Montreal alla fine del mese di giugno per recargli visita. Intrattenne il vescovo dell'Île Sainte-Hélène e lo presentò a l'élite militare, mentre a sua volta lui, insieme al vescovo e ad altri ufficiali britannici, visitò varie istituzioni cattoliche romane e cenò con Joseph-Vincent Quiblier e altri sacerdoti del Séminaire de Saint-Sulpice a Montreal. Nel mese di luglio il vescovo McDonell lo accompagnò in visita nella contea di Glengarry, dove il generale passò in rivista i quattro reggimenti dei Glengarry Highlanders, rivolgendosi a loro nel loro nativo gaelico.
All'inizio del mese di novembre scoppiò una seconda ribellione nel basso Canada, e da Montreal Sir John Colborne gli ordinò di marciare con le Grenadier Guards, insieme ad altri reparti dell'esercito, a sud del fiume San Lorenzo, sul quartier generale degli insorti a Napierville, allora sotto il comando di Robert Nelson. Egli comandava l'ala destra dell'armata composta dalle Grenadier Guards, dal 7º Reggimento Ussari, e dal 71º Reggimento fanteria, mentre il maggiore generale John Clitherow comandava l'ala sinistra. Dopo che Napierville fu attaccata, la sua divisione attraversò la zona circostante la città catturando i ribelli e bruciando le case dei noti leader, come quella dei fratelli Boyer di Douglasburg (Coin-Douglas). I soldati del Royal Montreal Cavalry erano di solito da lui istruiti su quali case si voleva far bruciare. Il saccheggio attuato da parte delle truppe al suo comando andò fuori controllo a causa degli iniziali ordini di Colborne di fare vivere le truppe con quello che trovavano in zona, un deliberato invito al saccheggio. Solo dopo che il tenente colonnello George Cathcart gli disse che non poteva "sacrificare la disciplina dei miei uomini" permettendo loro di vivere al di fuori della legge, ed egli, che era sostanzialmente d'accordo con il suo punto di vista del suo subordinato, proibì tassativamente tale pratica, ma, tuttavia, ci volle ulteriore tempo prima che il saccheggio cessasse del tutto.
Rimase al comando delle truppe a sud del San Lorenzo fino al febbraio 1839, quando ritornò al suo incarico nel distretto di Quebec. Gli fu poi offerto l'incarico di Tenente governatore dell'Alto Canada, lasciato da Sir George Arthur nel 1841, ma lo rifiutò, preferendo rimanere nel Quebec con le Grenadier Guards. Prestò servizio in Canada fino al 1842 quando, con la promozione del tenente generale, tornò in Inghilterra dove divenne successivamente colonnello comandante dapprima del 79º Reggimento fanteria (1842-1849), e poi del 71º Reggimento fanteria (1849-1857). Promosso generale nel 1854, divenne Cavaliere di Gran Croce dell'Ordine del Bagno nel 1855, e si spense a Londra il 15 maggio 1857.

### Annotazioni
1. ↑  Lui mantenne la fattoria, mentre il tenente colonnello Alexander Fraser, XVII Lord Saltoun il frutteto.
2. ↑  Il rogo delle case dei leader ribelli fu una deliberata politica militare, progettata ed attuata per intimidire coloro che avrebbero voluto attuare un'ulteriore insurrezione.

### Fonti
1. 1 2 3 4 5 6 7 8 9 10 11 12 13 14 15 16 17 18 19  Dictionary of Canadian Biography.
2. 1 2 3 4  British Empire.